# Maplestonia
Maplestonia is een geslacht van mosdiertjes uit de  familie van de Candidae. De wetenschappelijke naam ervan is in 1885 voor het eerst geldig gepubliceerd door MacGillivray.

## Soorten
- Maplestonia cirrata MacGillivray, 1885
- Maplestonia simplex MacGillivray, 1885